# Heidi Lüdi
Heidi Lüdi (* 31. Mai 1949 in Basel; gebürtig Heidi Hürzeler) ist eine Schweizer Filmarchitektin.

## Leben
Die Tochter des Spitalverwalters Marcel Hürzeler und seiner Ehefrau, der Chefsekretärin Margrit Hürzeler, geborene Moesch, besuchte eine Rudolf-Steiner-Schule. Sie erlernte 1966/67 Schreinerei und Holzbearbeitung an der Gewerbeschule Basel sowie grafische Künste an der Kunstgewerbeschule. An der Akademie der Bildenden Künste München studierte sie ab 1967 Malerei und Bühnenbild.
1969 wurde sie Assistentin des Film- und Fernseharchitekten Hans Gailling. 1970 heiratete sie ihren Kollegen Toni Lüdi, mit dem sie mehrfach gemeinsam arbeitete. Seit 1970 entwarf sie Szenenbilder für das Fernsehen, ab 1972 für den Kinofilm. Besonders Repräsentanten des Neuen Deutschen Films wie Wim Wenders arbeiteten mit ihr zusammen.
Wegen ihrer sorgfältigen Detailstudien wurde sie für mehrere ambitionierte Produktionen herangezogen, so für die Verfilmung des Romans Der Gehülfe sowie für die Filmadaption von Der Zauberberg, wofür sie 1982 mit Toni Lüdi das Filmband in Gold erhielt. In Fünf letzte Tage gestaltete sie einen Gestapokeller, in Die Schaukel inszenierte sie das München des 19. Jahrhunderts. Daneben arbeitete sie auch für das Fernsehen, wo sie unter anderem die Kinderserie Käpt’n Blaubär ausgestaltete.
Heidi Lüdi übernahm auch administrative Tätigkeiten, so von 1983 bis 1986 als Vorstandsmitglied im Verband der Szenenbildner, Filmarchitekten und Kostümbildner (SFK). Von 1989 bis 1991 war sie Mitglied im Beirat des Sozialwerkes der Verwertungsgesellschaft Bild-Kunst. 2003 gehörte sie zu den Gründungsmitgliedern der Deutschen Filmakademie.

## Filmografie
- 1969: Jonathan
- 1970: Die Macht des Bürgers (TV-Serie)
- 1971: Szene 72 (TV-Serie)
- 1973: Schattenreiter (TV)
- 1973: Inki
- 1973–1975: Was sagst du dazu (TV-Serie)
- 1974: Die Überquerung des Niagara-Falls (TV)
- 1975: Falsche Bewegung
- 1975: Das Double (TV)
- 1975: Im Lauf der Zeit
- 1976: Ich heiß’ Marianne, und Du…? (TV)
- 1976: Erinnerung an die Leidenschaft (TV)
- 1976: Der Gehülfe
- 1977: Der amerikanische Freund
- 1977: Die Herausforderung / Das Ende einer Karriere (TV)
- 1978: Die gläserne Zelle
- 1978: Messer im Kopf
- 1979: Theodor Chindler (TV-Serie)
- 1979: Im Herzen des Hurrican
- 1980: Konzert im siebten Stock (TV)
- 1980: Endstation Freiheit
- 1981: Der Zauberberg
- 1982: Fünf letzte Tage
- 1983: Trauma
- 1983: Die Schaukel
- 1984: Die Libelle (The Little Drummer Girl)
- 1984: Gotcha! – Ein irrer Trip
- 1984: Big Mäc
- 1984: Versteckt
- 1987: Der Himmel über Berlin
- 1988: Der Bär (L’ours)
- 1991: Herr Ober!
- 1995: Um die 30 (TV)
- 1996: Lukas
- 1996: Irren ist männlich
- 1997: The Commissioner
- 1998: Wer liebt, dem wachsen Flügel
- 1998: Die Cellistin
- 2002: Der Brief des Kosmonauten
- 2003: Die Nacht singt ihre Lieder
- 2008: Der Fürsorger
- 2010: Vincent will Meer